# DSL modem

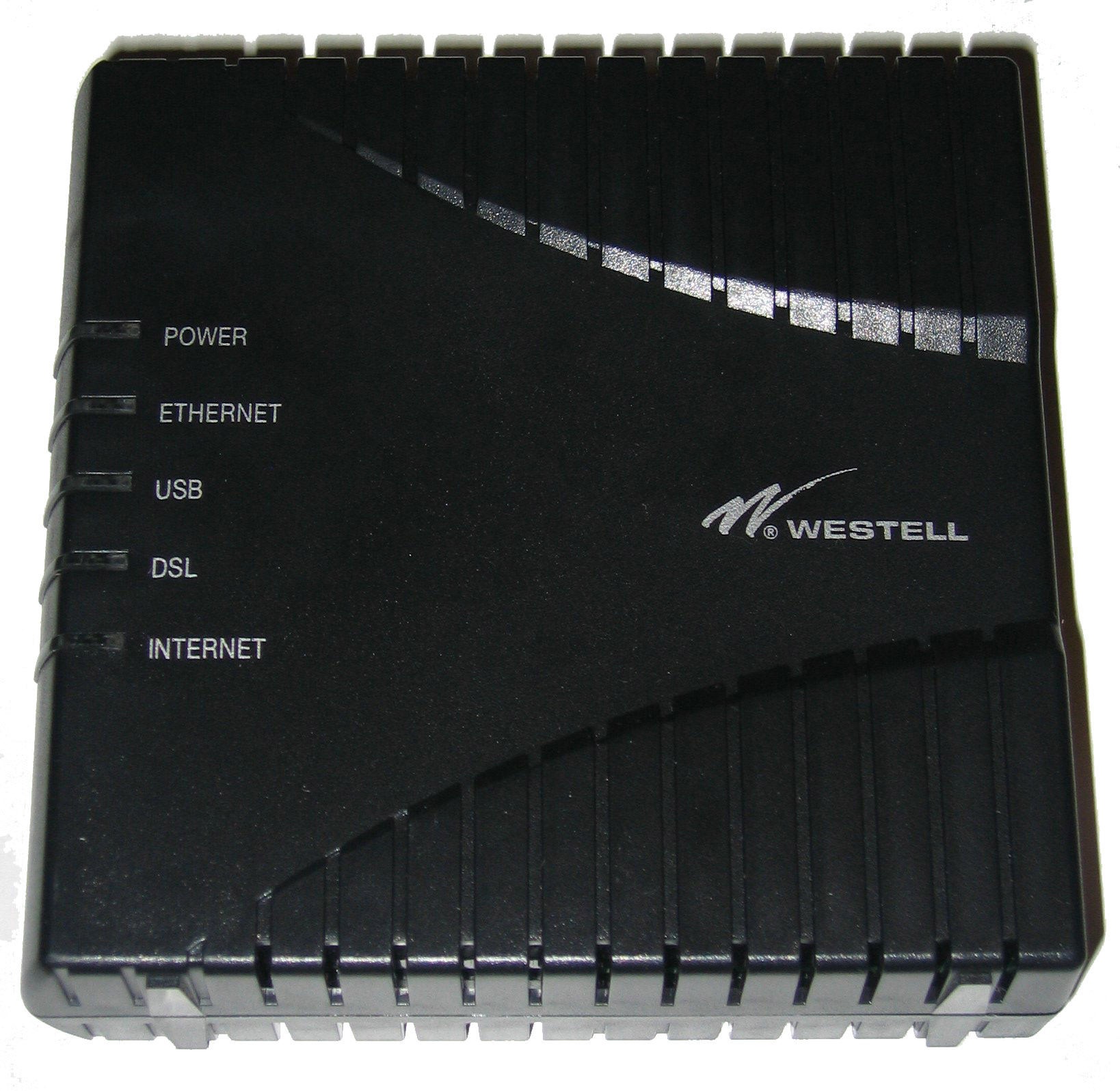
Westell Model 6100 ADSL modem

DSL modem (anglicky Digital Subscriber Line Transceiver) neboli modem pro digitální zákaznickou přípojku je zařízení používané k připojení počítače k DSL lince. Umožňuje-li modem připojení více počítačů, označujeme ho jako DSL router. DSL modem funguje jako ADSL terminál nebo ATU-R, jak ho nazývají telefonní společnosti. Používá se i zkratka NTBBA (network termination broad band adapter). Jelikož je DSL modem bridge, může používat MAC adresu připojeného počítače (tzv. klonování MAC adresy).

## Srovnání s klasickým (hlasovým) modemem
Tato dvě zařízení, DSL modem a modem pro vytáčené připojení, slouží témuž účelu, ale liší se v jistých ohledech:
- DSL modemy jsou málokdy součástí počítače, ale jsou místo toho připojeny k počítači přes ethernetový port (pak se ale už jedná o DSL router, jehož je modem součástí), nebo případně přes USB port, zatímco klasické modemy jsou většinou zabudovány do počítače nebo jsou připojeny pomocí sériového portu

- Microsoft Windows a další operační systémy obvykle nerozpoznají připojené DSL modemy, proto jsou potřeba ovladače od výrobce. Routery mohou být nastaveny ručně, například použitím webového rozhraní s propojením pomocí ethernetového kabelu. Někdy je možné je nastavit pomocí UPnP. V DSL modemech je obvykle nutné nastavit parametry digitální linky, ale některé disponují i autodetekcí.

- DSL modemy používají frekvence od 25 kHz až 1 MHz (viz Asymetric Digital Subscriber Line) či až 30 MHz (VDSL), aby přenášené informace nerušily hlasový hovor, který je přenášen na frekvenci 0-4 kHz. Tím se liší od klasických modemů, které používají pro přenos dat hlasové pásmo a není tak možné zároveň telefonovat i přenášet data.

- DSL modemy mají různou rychlost datového přenosu, od stovek kilobitů za sekundu, až po mnoho megabitů, zatímco klasické modemy jsou limitovány na pouhých 56 kbit/s

- DSL modemy fungují pouze na specifické přípojce, která je propojena s DSLAMem, zatímco klasické modemy mohou pracovat s jakoukoliv hlasovou telefonní linkou kdekoliv na světě

- DSL modemy jsou závislé na protokolu použitém na konkrétní lince, a proto nemusí fungovat na jiné lince (ani když je od stejné společnosti), zatímco většina klasických modemů využívá mezinárodní standardy a umí najít standard, který funguje

Většina těchto rozdílů není pro zákazníky důležitá, kromě vyšší rychlosti DSL a možnosti používat telefon zároveň se spuštěným počítačem.
Protože telefonní linka obvykle nese DSL i přenos lidského hlasu (v telefonní lince) musejí se používat filtry pro oddělení (DSL filter).

## Hardwarové komponenty

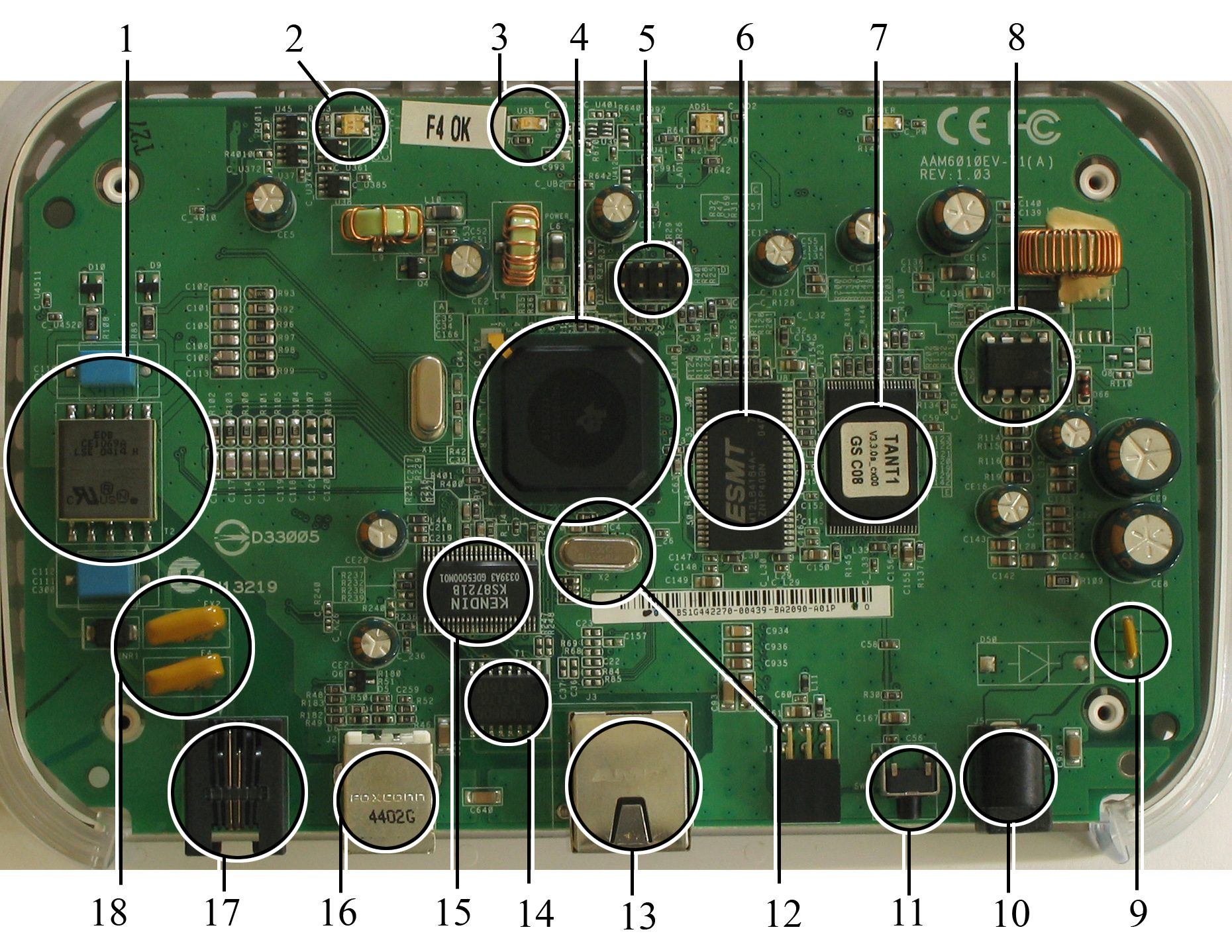
Tištěný spoj ADSL modemu

S rozvojem technologií byly veškeré potřebné obvody umístěny do jediného čipu.

### Komponenty potřebné k provozu
- Napájení: transformátor a stabilizátor napětí
- Data jsou propojena, případně i napájena obvodem (například: USB, Ethernet, PCI)
- DSL digital data pump
- DSL analog
- mikrokontrolér
- elektronický filtr

## Další funkce
Kromě připojení k ADSL má mnoho modemů ještě další funkce:
- Podpora ADSL2 nebo ADSL2+
- Router funkčnost pro uživatele Network address translation
- An 802.11b or 802.11g wireless access point
- Vestavěný switch (typické 4 porty)
- Virtual Private Network termination
- Dynamic Host Configuration Protocol (DHCP) server
- Dynamické DNS (Domain Name System, klient)
- Voice over IP funkce, včetně Quality of Service (prioritní kontrola dat, které tečou mezi uživateli)

Mnoho ADSL modemů si může upravit vlastní firmware tak, aby podporoval další funkce, nebo aby opravil stávající problémy. Toto se dá udělat pomocí sítě, nebo použitím vyhledávání seriálového připojení.

## Výrobci
V současné době je Tchaj-wan největším výrobcem ADSL modemů na světě. ODM hraje velkou roli kvůli různým návrhům. Následuje výčet nejznámějších výrobců.
- 2Wire (Spojené státy americké)
- 3Com (Spojené státy americké)
- A-Link (Finsko)
- Alcatel (Francie)
- AVM (Německo)
- Aztech (Singapur)
- Belkin (Spojené státy americké)
- Billion (Tchaj-wan)
- D-Link (Tchaj-wan)
- Draytek (Tchaj-wan)
- Efficient Networks (Německo, Siemens)
- Fujitsu (Japonsko)
- Huawei (Čína)
- Intertex (Švédsko)
- NetComm (Austrálie)
- LevelOne (Německo)
- Netgear (Spojené státy americké)
- Netopia (Spojené státy americké)
- OvisLink (Spojené státy americké)
- Sagem (Francie)
- Siemens (Německo-Spojené státy americké)
- Symphony
- Thomson (Francie)
- U.S. Robotics (Spojené státy americké)
- Westell (Spojené státy americké)
- ZTE (Čína)
- ZyXEL (Tchaj-wan)
- Zoom Technologies (Spojené státy americké)